# Brent Burns
Pour les articles homonymes, voir Burns.
Brent Burns (né le 9 mars 1985 à Barrie, dans la province de l'Ontario au Canada) est un joueur professionnel canadien de hockey sur glace. Il joue au poste de défenseur.

## Biographie

### Carrière en club

#### Wild du Minnesota (2003-2011)
Choix de premier tour du Wild du Minnesota, il accède rapidement à la Ligue nationale de hockey. Après seulement une saison passée avec le Battalion de Brampton de la Ligue de hockey de l'Ontario, il rejoint le Wild. Il y joue jusqu'en 2011 à l'exception d'une saison passée avec les Aeros de Houston de la Ligue américaine de hockey en raison de l'annulation de la saison de la LNH en 2004-2005. 

#### Sharks de San José (2011-2022)
Le 24 juin 2011, il est échangé aux Sharks de San José avec un choix de deuxième tour au repêchage de 2012 (choix qui est plus tard échangé au Lightning puis aux Predators qui choisissent Pontus Åberg) en retour de Devin Setoguchi, Charlie Coyle et un choix de premier tour au repêchage de 2011 (Zack Phillips). Le 1er août, il accepte un contrat de 28,8 millions de dollars pour cinq ans avec les Sharks et qui commence à partir de la saison 2012-2013. Lors de cette saison, avec l'arrivée du défenseur Matt Irwin, les Sharks décident de mettre Burns sur le poste d'attaquant. Dans son nouveau poste, il marque son premier tour du chapeau le 29 novembre 2013 contre les Blues de Saint-Louis et termine la saison avec 22 buts et 48 points en 69 matchs.
En août 2014, les Sharks annoncent le retour de Burns à son poste de défenseur. En 2015-2016, il réalise 75 points pour 27 buts et 48 aides, et est mis en nomination pour le trophée James-Norris remis au meilleur défenseur de la LNH, qui est remporté par Drew Doughty. Il aide les Sharks à atteindre la finale de la Coupe Stanley lors des séries éliminatoires, mais son équipe s'incline face aux Penguins de Pittsburgh.
Le 22 novembre 2016, il signe avec les Sharks une prolongation de contrat de 8 ans pour 64 millions de dollars.
Le 27 décembre 2018, il joue son 1000e match en carrière dans la LNH.
Au début de la saison 2019-2020, il est nommé assistant-capitaine par les Sharks.
Après avoir disputé 798 matchs de saison régulière avec les Sharks, il est transigé aux Hurricanes de la Caroline avec Lane Pederson en retour de Steven Lorentz, de Eetu Mäkiniemi et d'un choix conditionnel de 3e ronde en 2023, le 13 juillet 2022.

### Carrière internationale
Il représente l'équipe du Canada au niveau international. Il remporte à deux reprises la médaille d'argent et une médaille d'or lors de compétitions internationales.

## Statistiques

### En club
| Saison     | Équipe                    | Ligue      |       | Saison régulière | Saison régulière | Saison régulière | Saison régulière | Saison régulière |    | Séries éliminatoires | Séries éliminatoires | Séries éliminatoires | Séries éliminatoires | Séries éliminatoires |
| Saison     | Équipe                    | Ligue      | PJ    | B                | A                | Pts              | Pun              | PJ               | B  | A                    | Pts                  | Pun                  |                      |                      |
| 2001-2002  | Terriers de Couchiching   | OPJHL      | 46    | 4                | 7                | 11               | 16               | -                | -  | -                    | -                    | -                    |                      |                      |
| 2002-2003  | Battalion de Brampton     | LHO        | 68    | 15               | 25               | 40               | 14               | 11               | 5  | 6                    | 11                   | 6                    |                      |                      |
| 2003-2004  | Wild du Minnesota         | LNH        | 36    | 1                | 5                | 6                | 12               | -                | -  | -                    | -                    | -                    |                      |                      |
| 2003-2004  | Aeros de Houston          | LAH        | 1     | 0                | 1                | 1                | 2                | -                | -  | -                    | -                    | -                    |                      |                      |
| 2004-2005  | Aeros de Houston          | LAH        | 73    | 11               | 16               | 27               | 57               | 5                | 0  | 0                    | 0                    | 4                    |                      |                      |
| 2005-2006  | Wild du Minnesota         | LNH        | 72    | 4                | 12               | 16               | 32               | -                | -  | -                    | -                    | -                    |                      |                      |
| 2006-2007  | Wild du Minnesota         | LNH        | 77    | 7                | 18               | 25               | 26               | 5                | 0  | 1                    | 1                    | 14                   |                      |                      |
| 2007-2008  | Wild du Minnesota         | LNH        | 82    | 15               | 28               | 43               | 80               | 6                | 0  | 2                    | 2                    | 6                    |                      |                      |
| 2008-2009  | Wild du Minnesota         | LNH        | 59    | 8                | 19               | 27               | 45               | -                | -  | -                    | -                    | -                    |                      |                      |
| 2009-2010  | Wild du Minnesota         | LNH        | 47    | 3                | 17               | 20               | 32               | -                | -  | -                    | -                    | -                    |                      |                      |
| 2010-2011  | Wild du Minnesota         | LNH        | 80    | 17               | 29               | 46               | 98               | -                | -  | -                    | -                    | -                    |                      |                      |
| 2011-2012  | Sharks de San José        | LNH        | 81    | 11               | 26               | 37               | 34               | 5                | 1  | 1                    | 2                    | 4                    |                      |                      |
| 2012-2013  | Sharks de San José        | LNH        | 30    | 9                | 11               | 20               | 20               | 11               | 2  | 2                    | 4                    | 8                    |                      |                      |
| 2013-2014  | Sharks de San José        | LNH        | 69    | 22               | 26               | 48               | 34               | 7                | 2  | 1                    | 3                    | 23                   |                      |                      |
| 2014-2015  | Sharks de San José        | LNH        | 82    | 17               | 43               | 60               | 65               | -                | -  | -                    | -                    | -                    |                      |                      |
| 2015-2016  | Sharks de San José        | LNH        | 82    | 27               | 48               | 75               | 53               | 24               | 7  | 17                   | 24                   | 12                   |                      |                      |
| 2016-2017  | Sharks de San José        | LNH        | 82    | 29               | 47               | 76               | 40               | 6                | 0  | 3                    | 3                    | 6                    |                      |                      |
| 2017-2018  | Sharks de San José        | LNH        | 82    | 12               | 55               | 67               | 46               | 10               | 3  | 4                    | 7                    | 6                    |                      |                      |
| 2018-2019  | Sharks de San José        | LNH        | 82    | 16               | 67               | 83               | 34               | 20               | 5  | 11                   | 16                   | 6                    |                      |                      |
| 2019-2020  | Sharks de San José        | LNH        | 70    | 12               | 33               | 45               | 34               | -                | -  | -                    | -                    | -                    |                      |                      |
| 2020-2021  | Sharks de San José        | LNH        | 56    | 7                | 22               | 29               | 36               | -                | -  | -                    | -                    | -                    |                      |                      |
| 2021-2022  | Sharks de San José        | LNH        | 82    | 10               | 44               | 54               | 42               | -                | -  | -                    | -                    | -                    |                      |                      |
| 2022-2023  | Hurricanes de la Caroline | LNH        | 82    | 18               | 43               | 61               | 44               | 15               | 2  | 7                    | 9                    | 20                   |                      |                      |
| 2023-2024  | Hurricanes de la Caroline | LNH        | 82    | 10               | 33               | 43               | 20               | 11               | 1  | 3                    | 4                    | 2                    |                      |                      |
| Totaux LNH | Totaux LNH                | Totaux LNH | 1 415 | 255              | 626              | 881              | 827              | 120              | 23 | 52                   | 75                   | 107                  |                      |                      |

### En équipe nationale
| Année | Équipe | Compétition                 |    | PJ | B | A  | Pts | Pun               |  | Résultats |
| 2004  | Canada | Championnat du monde junior | 6  | 0  | 6 | 6  | 20  | Médaille d'argent |  |           |
| 2008  | Canada | Championnat du monde        | 9  | 3  | 6 | 9  | 16  | Médaille d'argent |  |           |
| 2010  | Canada | Championnat du monde        | 7  | 0  | 5 | 5  | 12  | 7e position       |  |           |
| 2011  | Canada | Championnat du monde        | 7  | 2  | 2 | 4  | 8   | 5e position       |  |           |
| 2015  | Canada | Championnat du monde        | 10 | 2  | 9 | 11 | 4   | Médaille d'or     |  |           |
| 2016  | Canada | Coupe du monde              | 6  | 0  | 3 | 3  | 6   | Vainqueur         |  |           |

## Trophées et honneurs personnels
- 2010-2011 : participe au 58e Match des étoiles de la LNH (1)
- 2014-2015 : 
  - participe au 60e Match des étoiles de la LNH (2)
  - remporte le trophée de la Fondation de la LNH
- 2015-2016 : 
  - participe au 61e Match des étoiles de la LNH (3)
  - nommé dans la deuxième équipe d'étoiles de la LNH
  - finaliste du trophée James-Norris
- 2016-2017 :
  - remporte le trophée James-Norris[12]
  - nommé dans la première équipe d'étoiles de la LNH[13] (1)
  - participe au 62e Match des étoiles de la LNH (4)
- 2017-2018 : participe au 63e Match des étoiles de la LNH (5)
- 2018-2019 : 
  - participe au 64e Match des étoiles de la LNH (6)
  - finaliste du trophée James-Norris
  - nommé dans la première équipe d'étoiles de la LNH (2)